# 유진 코데로
유진 코데로(영어: Eugene Cordero, 1978년 7월 18일~)는 미국의 희극인이자 배우, 작가이다. 《아더 스페이스》(2015), 《바질리언 달러 프로퍼티스》(2017~2019), 《타코마 FD》(2019~2021), 《스타트렉: 로워덱스》(2020~2024) 등의 코미디 작품에 주연으로 출연했다. 《하우스 오브 라이즈》(2014), 《크레이지 엑스 걸프렌드》(2015~2017), 《굿 플레이스》(2016~2020), 《렉트》(2018) 등의 텔레비전 드라마에도 고정 출연했다. 코미디 이외에도 2021년부터 디즈니+ 시리즈 《로키》에 출연했다. 출연한 영화로는 코미디 드라마 영화 《킹 오브 썸머》(2013), 괴수 영화 《콩: 스컬 아일랜드》(2017), 범죄 영화 《라스트 미션》(2018) 등이 있다.

## 어린 시절
코데로는 디트로이트 남부 외곽에서 어린 시절을 보냈다. 1996년에 브라더 라이스 고등학교를 졸업했다. 이후 메리마운트 맨해튼 칼리지에 진학하기 위해 뉴욕으로 이주했다.
코데로는 시카고 시티 리미츠에서 즉흥 코미디를 시작했고, 이후 업라이트 시티즌스 브리게이드에서 수업을 듣고 ASSSSCAT의 멤버로 활동했다.

## 경력
코데로는 주로 코미디 분야에서 활동했으며, 《드렁크 히스토리》, 《크롤 쇼》, 《실리콘 밸리》, 《오피스》, 《브루클린 나인-나인》, 《바질리언 달러 프로퍼티스》, 《부통령이 필요해》, 《굿 플레이스》, 《크레이지 엑스 걸프렌드》 등의 텔레비전 프로그램에 출연했다. 수사 드라마 《하와이 파이브-0》의 다양성 문제를 지적하는 스케치 코미디를 제작한 후에 해당 드라마에 게스트로 출연하기도 했다. 2015년에는 야후!의 SF 코미디 시리즈 《아더 스페이스》의 주연을 맡았다. 2019년에는 《타코마 FD》에 주연으로 출연하기 시작했고, 드라마 《만달로리안》에도 출연했다. 2021년 4월에는 코데로가 디즈니+ 시리즈 《로키》에 출연한다는 소식이 발표되었다. 《로키》 시즌 2에서는 코데로가 연기한 케이시가 은행 강도이자 알카트라즈 탈옥수였던 프랭크 모리스의 변이체라는 사실이 밝혀졌다.
2013년부터는 카툰 네트워크 시리즈 《스티븐 유니버스》에서 제이미 역의 목소리를 연기했다. 또한 《밥스 버거스》에서 소여 D.와 브라이언 역의 목소리를 맡았다. 2020년에 첫 방영된 《스타트렉: 로워덱스》에서는 소위 샘 러더퍼드 역의 목소리를 연기했다.
코데로는 《마이크와 데이브는 데이트 상대가 필요해》, 《콩: 스컬 아일랜드》, 《킹 오브 썸머》, 《고스트버스터즈》 등의 영화에 출연했다.
《코미디 뱅! 뱅!》 팟캐스트와 동명의 토크 쇼에도 여러 차례 출연했다. 라이언 스탱어와 함께 피트니스 팟캐스트 《The Dumbbells》를 공동 진행하기도 했다.
내셔널 퍼블릭 라디오의 《웨잇 웨잇... 돈트 텔 미!》에도 패널로 여러 차례 출연했다.

## 개인사
코데로는 필리핀계 미국인이며, 현재 로스앤젤레스에 거주하고 있다. 미시간주에 있는 브라더 라이스 고등학교를 다닐 당시 희극인 앤디 주엣과 같은 학교 친구였고, 둘은 이후 섹스팟 코미디에서 함께하기도 했다. 코데로는 코미디 작가 트리샤 매캘핀과 결혼했다. 부부 사이에는 두 명의 아이가 있다.

## 필모그래피

### 영화
| 연도 | 제목                                       | 역할              | 비고         |
| ---- | ------------------------------------------ | ----------------- | ------------ |
| 2010 | 《로마에서 생긴 일》                       | 포커 플레이어 #2  |              |
| 2010 | 《퍼리 벤전스》                            | 치즈              |              |
| 2013 | 《킹 오브 썸머》                           | 콜린              |              |
| 2013 | 《애프터눈 딜라이트》                      | 보비              |              |
| 2014 | 《Our RoboCop Remake》                     | 과학자            | "씬 20" 출연 |
| 2016 | 《마이크와 데이브는 데이트 상대가 필요해》 | 카이(호텔 매니저) |              |
| 2016 | 《고스트버스터즈》                         | 베이스 기타리스트 |              |
| 2017 | 《콩: 스컬 아일랜드》                      | 조 릴레스         | [ 16 ]       |
| 2018 | 《라스트 미션》                            | 루이스 로차       |              |
| 2020 | 《나의 첫 번째 슈퍼스타》                  | 세스              |              |
| 2020 | 《골든 암》                                | 그레그            |              |
| 2022 | 《이스터 선데이》                          | 유진              |              |

### 텔레비전
| 연도      | 제목                               | 역할                               | 비고                                                            |
| --------- | ---------------------------------- | ---------------------------------- | --------------------------------------------------------------- |
| 1998~1999 | 《업라이트 시티즌스 브리게이드》   | 여러 역                            | 에피소드 3편 출연                                               |
| 2008      | 《휴먼 자이언트》                  | 티셔츠 팬                          | "I'm Gonna Live Forever!" 에피소드 출연                         |
| 2009      | 《레이트 나이트 위드 지미 팰런》   | 여러 역                            | 에피소드 2편 출연                                               |
| 2010      | 《오피스》                         | 주유소 직원                        | "The Search" 에피소드 출연                                      |
| 2011      | 《커브 유어 엔수지애즘》           | 경비원 #1                          | "The Divorce" 에피소드 출연                                     |
| 2011      | 《더 라이프 앤 타임스 오브 팀》    | 여러 목소리                        | 에피소드 2편 출연                                               |
| 2012      | 《해피 엔딩》                      | 동업자 2                           | "Cazsh Dummy Spillionaires" 에피소드 출연                       |
| 2012      | 《업 올 나이트》                   | 스콧 프렌드 #1                     | "Thanksgiving" 에피소드 출연                                    |
| 2012~2014 | 《키 앤 필》                       | 여러 역                            | 에피소드 3편 출연                                               |
| 2013      | 《뉴스리더스》                     | TSA 요원 #1                        | "Epic Fail" 에피소드 출연                                       |
| 2013      | 《못말리는 패밀리》                | 택시 운전사                        | "Flight of the Phoenix" 에피소드 출연                           |
| 2013~2015 | 《크롤 쇼》                        | 여러 역                            | 에피소드 5편 출연                                               |
| 2013~2015 | 《코미디 뱅! 뱅!》                 | 여러 역                            | 에피소드 3편 출연                                               |
| 2013~2018 | 《스티븐 유니버스》                | 제이미, 버디 버드윅, 기타 목소리   | 목소리, 에피소드 6편 출연                                       |
| 2014      | 《하우스 오브 라이즈》             | 에버렛                             | 에피소드 4편 출연                                               |
| 2014      | 《하와이 파이브-0》                | 조지 모쿠                          | "Pale 'la" 에피소드 출연                                        |
| 2014      | 《실리콘 밸리》                    | 제이미                             | "Articles of Incorporation" 에피소드 출연                       |
| 2014      | 《플레잉 하우스》                  | D.J.                               | "Spaghetti and Meatballs" 에피소드 출연                         |
| 2014      | 《드렁크 히스토리》                | 칼라니오푸우                       | "Hawaii" 에피소드 출연                                          |
| 2014      | 《가펑클 앤 오츠》                 | 프레드                             | "Hair Swap" 에피소드 출연                                       |
| 2015      | 《팍스 앤 레크리에이션》           | Minister Xorpaxx-7                 | "One Last Ride" 에피소드 출연                                   |
| 2015      | 《아더 스페이스》                  | 마이클 뉴먼                        | 에피소드 8편 출연                                               |
| 2015      | 《핫와이브스》                     | DJ                                 | "Labor of Love" 에피소드 출연                                   |
| 2015~2017 | 《크레이지 엑스 걸프렌드》         | 알렉스                             | 에피소드 5편 출연                                               |
| 2016      | 《UCB 쇼》                         | 공연자                             | "Sissy Is My Mommy" 에피소드 출연                               |
| 2016      | 《티처스》                         | 마티 크럼스                        | 에피소드 2편 출연                                               |
| 2016      | 《선 오브 존》                     | 론 리                              | "A Taste of Zephyria" 에피소드 출연                             |
| 2016      | 《디 얼리이스트 쇼》               | 셰프 토미                          | 에피소드 2편 출연                                               |
| 2016~2020 | 《굿 플레이스》                    | 필보이                             | 에피소드 6편 출연                                               |
| 2017      | 《메이킹 히스토리》                | 로니 리알토                        | "Night Cream" 에피소드 출연                                     |
| 2017      | 《브루클린 나인-나인》             | 팬데믹                             | "Crime and Punishment" 에피소드 출연                            |
| 2017      | 《부통령이 필요해》                | 버지 카나할레                      | 에피소드 2편 출연                                               |
| 2017      | 《두 유 원트 투 시 어 데드 바디?》 | 그레고리                           | "A Body and a High School Reunion" 에피소드 출연                |
| 2017~2018 | 《그레이스 앤 프랭키》             | 토레스 경관                        | 에피소드 2편 출연                                               |
| 2017~2019 | 《아임 쏘리》                      | 브랜던                             | 에피소드 3편 출연                                               |
| 2017~2019 | 《바질리언 달러 프로퍼티스》       | DJ 로즈드래곤                      | 에피소드 14편 출연                                              |
| 2018      | 《아처》                           | 마누                               | 목소리, "Danger Island: Strange Pilot" 에피소드 출연            |
| 2018      | 《스트레인지 엔젤》                | 푸에블로 파우더 컴퍼니 직원        | "Augurs of Spring" 에피소드 출연                                |
| 2018      | 《렉트》                           | 에롤                               | 에피소드 6편 출연                                               |
| 2018      | 《드림 코프 LLC》                  | 환자 37                            | "The Bullied" 에피소드 출연                                     |
| 2019      | 《블랙 먼데이》                    | 로니                               | 에피소드 2편 출연                                               |
| 2019      | 《위어드 시티》                    | 팬드루                             | "A Family" 에피소드 출연                                        |
| 2019      | 《도즈 후 캔트》                   | 케니                               | "Yes We Scan" 에피소드 출연                                     |
| 2019      | 《프린세스 스타의 모험일기》       | 미스터 오도니아                    | 목소리, "Jannanigans" 에피소드 출연                             |
| 2019      | 《헬프스터즈》                     | 사서                               | "Rita Reader / Cody Gets a Cold" 에피소드 출연                  |
| 2019      | 《만달로리안》                     | 스토크                             | "Chapter 4: Sanctuary" 에피소드 출연                            |
| 2019~2020 | 《밥스 버거스》                    | 브라이언 / 소여 D.                 | 목소리, 에피소드 2편 출연                                       |
| 2019~2021 | 《타코마 FD》                      | 앤디 미야와니                      | 에피소드 36편 출연                                              |
| 2020      | 《캐롤스 세컨드 액트》             | 그레그                             | "Carol's Crush" 에피소드 출연                                   |
| 2020      | 《로피》                           | 스크루지                           | 목소리, 에피소드 5편 출연                                       |
| 2020~2021 | 《클로즈 이너프》                  | 단테 / 여러 역                     | 목소리, 에피소드 4편 출연                                       |
| 2020~2021 | 《센트럴 파크》                    | 브렌던 / 카이트 보이               | 목소리, 에피소드 10편 출연                                      |
| 2020~현재 | 《스타트렉: 로워덱스》             | 샘 러더포드                        | 목소리, 주연                                                    |
| 2021      | 《노 액티비티》                    | 제로드                             | 목소리, "Exit Counselor" 에피소드 출연                          |
| 2021~2023 | 《로키》                           | 케이시 / 헌터 K-5E / 프랭크 모리스 | 에피소드 8편 출연                                               |
| 2021      | 《텐 이어 올드 톰》                | 헥터                               | 목소리, "Landscaper on the Couch/Nurse's Wedding" 에피소드 출연 |
| 2021      | 《더 그레이트 노스》               | 크레이그 타미건                    | 목소리, "Beef's Craig Beef Adventure" 에피소드 출연             |
| 2022      | 《리틀 디몬》                      | 베니건                             | 목소리                                                          |
| 2023      | 《스타 트렉: 스트레인지 뉴 월드》  | 샘 러더퍼드                        | 목소리, "Those Old Scientists" 에피소드 출연                    |
| 2023~2024 | 《키프》                           | 프린스 비서, 폰, 기타 목소리       | 목소리, 고정 출연                                               |
| 2024      | 《록 페이퍼 시저스》               | 푸티                               | 목소리, "Putty" 에피소드 출연                                   |
| 2024      | 《쥬라기 월드: 카오스 이론》       | 마테오                             | 목소리, 고정 출연                                               |
| 2024      | 《스파이가 된 남자》               | 조엘 피네로                        | 에피소드 5편 출연                                               |